# Torneio Extra 1941 - Taça Oscar Cox
O Torneio Extra 1941 - Taça Oscar Cox foi uma competição oficial entre clubes de futebol da atual cidade do Rio de Janeiro, no Brasil, que então tinha o status de Distrito Federal, organizada e reconhecida então como um Torneio Extra, sendo uma das sete competições históricas locais listadas com essa condição, cada uma delas com as suas características e valores próprios, tendo se sagrado campeão da disputa o Fluminense.[carece de fontes?]

## História
A ideia inicial da competição era não haver terceiro turno no Campeonato Carioca de 1941, e sim, em seu lugar, acontecer o Torneio Extra, resolução que acabou alterada por ocasião da publicação do regulamento das competições, que previa que o Torneio Extra teria 10 clubes, mas o Terceiro Turno apenas os 6 primeiros colocados do Segundo Turno. Para efeito de pontuação do Terceiro Turno seriam descartados os jogos que não envolvessem os 6 primeiros colocados do Segundo Turno, que valeriam apenas para a disputa do Torneio Extra.
Um ano antes, as partidas do Torneio Rio-São Paulo de 1940 também foram válidas pelos campeonatos Carioca e Paulista.[carece de fontes?]
Posteriormente, foi instituída a Taça Oscar Cox para ser concedida ao campeão da disputa, por sugestão de Alberto Borgerth, em homenagem a um dos precursores do futebol do Brasil. Oscar Cox, homenageado com o seu nome dado a taça da competição, foi o principal fundador do Fluminense e teve papel fundamental na organização do futebol carioca em seu nascedouro.
Tendo se sagrado campeão o Fluminense, a disputa teve como vice o São Cristovão, e o America como único clube que derrotou o Flu, na última rodada da competição.[carece de fontes?]

## Fórmula de disputa
Os dez participantes jogariam contra os demais clubes apenas em jogos de ida no sistema de pontos corridos, sendo campeão aquele que fizesse mais pontos entre eles.

## Campanha do campeão
O Fluminense teve o retrospecto de 9 vitórias e 1 derrota na competição, tendo marcado 40 gols e sofrido 13.
1. Fluminense 3–1 Vasco.
2. Fluminense 5–1 Madureira.
3. Fluminense 10–2 Bangu.
4. Fluminense 2–0 Botafogo.
5. Fluminense 4–2 Flamengo.
6. Fluminense 8–3 Canto do Rio.
7. Fluminense 5–1 Bonsucesso.
8. Fluminense 2–1 São Cristóvão (jogo do título).
9. Fluminense 1–2 America.

## Jogo do título
São Cristovão 1–2 Fluminense.[carece de fontes?]
Data: 4 de janeiro de 1942.
Local: Estádio Figueira de Mello.
Árbitro: Fioravanti D’Angelo.
Público: 2.015 pagantes.
Renda: 9:055$200.
Gols: 1° tempo: Fluminense 1 a 0, Romeu aos 26'; Final: Fluminense 2 a 1, Roberto aos 50' e Hércules aos 70'.
SCAC: Oncinha; Hernandez e Augusto; Guálter, Dodô e Barcelos; Roberto, Salim, João Pinto, Nestor e Valentim. Técnico: Balthazar Franco.
FFC: Capuano; Machado e Renganeschi; Bioró, Spinelli e Malazzo; Hércules, Romeu, Juan Carlos, Pedro Nunes e Carreiro. Técnico: Ondino Viera.

## Premiação
| Torneio Extra 1941 - Taça Oscar Cox |
| Rio de Janeiro                      |
| ----------------------------------- |
| FLUMINENSE Campeão (1º título)      |